# Linognathoides marmotae
Linognathoides marmotae – gatunek wszy z rodziny Polyplacidae. Powoduje wszawicę. Pasożytuje na gryzoniach z rodziny wiewiórkowatych takich jak: świstak żółtobrzuchy (Marmota flaviventris), świstak kanadyjski (Marmota caligata), świszcz (Marmota monax).
Samica wielkości 2,3 mm, samiec mniejszy osiąga wielkość 1,7 mm. U samców pierwszy segment anteny dłuższy niż u samic. Wszy te mają ciało silnie spłaszczone grzbietowo-brzusznie. Samica składa jaja zwane gnidami, które są mocowane specjalnym "cementem" u nasady włosa. Rozwój osobniczy trwa po wykluciu się z jaja około 14 dni. Występuje na terenie Ameryki Północnej.